# Траванкор-Кочі

Південна Індія перед реорганізацією 1956 року. Штат Траванкор-Кочі позначено коричневим кольором

Траванкор-Кочі — індійський штат, що існував у 1949—1956 роках.

## Історія
Штат було утворено в результаті об'єднання Траванкору та Кочійського царства після здобуття Індією незалежності. Новий штат очолив колишній правитель Траванкору, Чітхіра Тхірунал Баларама Варма II.
1956 року уряд Індії ухвалив Акт про реорганізацію штатів. Відповідно до того акту адміністративний поділ країни мав бути реорганізований так, щоб штати стали багатомовними. Тому чотири південні талуки штату Траванкор-Кочі були передані до складу штату Мадрас, а з решти частини штату разом з Малабарським узбережжям штату Мадрас був сформований новий штат Керала.